# Echimys
Echimys (G. Cuvier, 1809) è un genere di roditori della famiglia degli Echimiidi.

## Descrizione

### Dimensioni
Al genere Echimys appartengono roditori di grandi dimensioni, con lunghezza della testa e del corpo tra 170 e 350 mm, la lunghezza della coda tra 150 e 370 mm e un peso fino a 890 g.

### Caratteristiche craniche e dentarie
Il cranio è corto e largo e presenta le bolle timpaniche piccole. I denti masticatori hanno la corona elevata, una sola rientranza sul lato interno e tre su quello esterno e una forma rettangolare.
Sono caratterizzati dalla seguente formula dentaria:

### Aspetto
La pelliccia è spinosa. Le parti dorsali variano dal marrone lucido al bruno-grigiastro o marrone scuro, mentre le parti ventrali sono bianche o marroni chiare. È presente in una specie una larga banda bianca che si estende dal naso fino alla fronte. Le orecchie sono piccole e finemente ricoperte di corti peli. I piedi sono corti e larghi, tutte le dita sono munite di artigli robusti. La coda è lunga circa quanto la testa ed il corpo, è ricoperta di peli ed è bianca nella metà terminale. Le femmine hanno tre paia di mammelle pettorali e una inguinale.

## Distribuzione
Sono roditori arboricoli diffusi nell'America meridionale.

## Tassonomia
Il genere comprende 3 specie.
- Echimys chrysurus
- Echimys saturnus
- Echimys vieirai